# Preutești (okręg Suczawa)
Preutești – wieś w Rumunii, w okręgu Suczawa, w gminie Preutești. W 2011 roku liczyła 1881 mieszkańców. 